# Zhou Dunyi

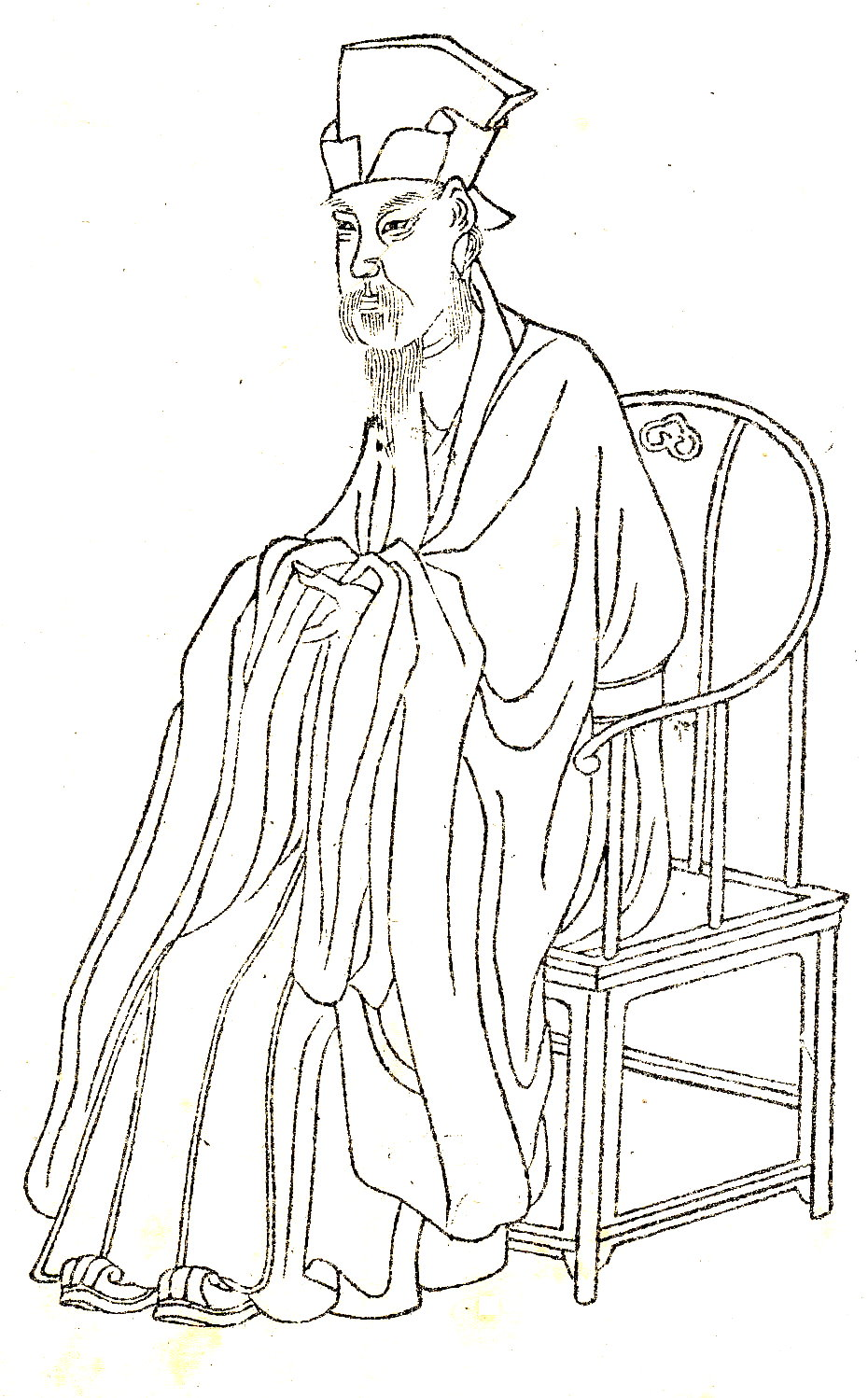
Zhou Dunyi

Zhou Dunyi (chinesisch 周敦頤 / 周敦颐, Pinyin Zhōu Dūnyí, W.-G. Chou Tun-yi; * 1017; † 1073) war ein chinesischer Philosoph aus der Schule des Neokonfuzianismus.

## Leben
Zhou stammt aus Daozhou in der heutigen Provinz Hunan. Er bekleidete eine Reihe subalterner öffentlicher Posten. Seine Karriere litt jedoch unter seiner Weigerung, an den offiziellen Beamtenprüfungen teilzunehmen. Kurzzeitig diente er den Brüdern Cheng Hao und Cheng Yi, die zu Führern der beiden wichtigsten Schulen des Neokonfuzianismus aufsteigen sollten. Abgesehen hiervon blieb Zhou lange unbekannt, ehe ihn postum Zhu Xi (1130–1200) zu einem der Gründerväter des Neokonfuzianismus erhob. Seine letzten Jahre verbrachte er auf dem Berg Lu Shan.

## Philosophisches Werk
Zhou Dunyis zentrale Bedeutung für den Neokonfuzianismus beruht insbesondere auf seinen Beiträgen zur Kosmologie und Metaphysik dieser Denkschule.

### Das Taiji

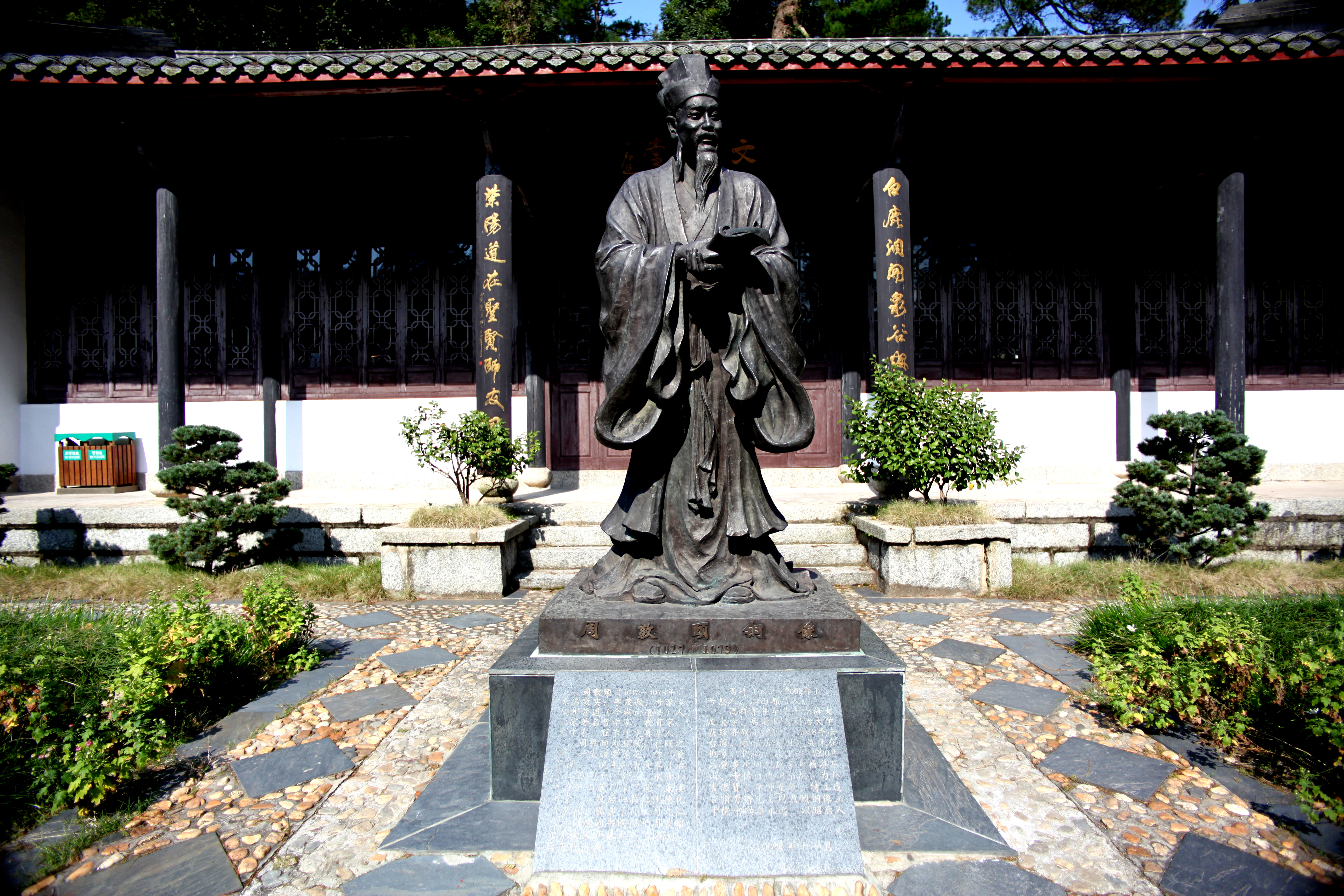
Bronzestatue von Zhou Dunyi in der Akademie zur Weißen-Hirsch-Grotte im Lu Shan

Zu seinen Hauptwerken gehört das Diagramm „Taiji Tu“ (太極圖 / 太极图,  Tàijí Tú – „Abbildung des Taiji“) sowie dessen Interpretation „Taiji Tu Shuo“ (太極圖說 / 太极图说,  Tàijí Tú Shuō – „Erklärung der Abbildung des Taiji“). Sie sollten später die Basis der Kosmologie von Zhu Xi bilden: Zhous Konzept des  Taiji erscheint dort als himmlisches Prinzip tianli (天理,  tiānlǐ).
Das im Zentrum von Zhous Philosophie stehende Diagramm Taiji (übersetzt mit: Das Ur-Endliche, das Höchste Sein) ist für ihn die Quelle aller Dinge im Universum, das sowohl in als auch jenseits der Dinge liegt. In seiner ruhigen Ausprägung bildet es das Yin, das Symbol für das mysteriöse und weibliche im chinesischen Denken. In seiner aktiven Ausprägung bringt es indes das Yang hervor, das für das rationale und männliche steht. Es ist die Quelle der Grundstrukturen und Wandlungsphasen, wie sie in der Fünf-Elemente-Lehre zum Ausdruck kommen, und zeugt die beiden Grundprinzipien des I Ging, des Buches der Wandlungen: Das Himmelsprinzip Qian und das Erdprinzip Kun, die ihrerseits wieder das männliche und weibliche verkörpern.

### Das Wuji
Den Gegenbegriff zum Taiji bildet bei Zhou der Begriff des Wuji (übersetzt mit: Das Un-Endliche, das Höchste Nicht-Sein). Bereits im ersten Satz seines Hauptwerks setzt er diese beiden auf den ersten Blick diametral entgegengesetzten Begriffe einander gleich. Gerade hierdurch bekräftigt Zhou aber die allumfassende Natur des Taiji als Quelle aller Dinge: Sie kommt auch dadurch zum Ausdruck, dass sie sogar ihr eigenes Gegenteil mitumfasst.

### Rolle der Menschheit
Die Menschheit schließlich absorbiert in Zhous System die fünf Elemente in ihrer höchsten und reinsten Form, was sie dazu befähigt, im Leben und im Universum eine kritische Rolle einzunehmen. Hier erhält Zhou Dunyis Philosophie ihre spezifisch konfuzianische Ausprägung, liegt hiernach doch in der Menschheit der Schlüssel zum Verständnis des gesamten Universums. Insbesondere in seiner idealen Form als Gelehrter gilt der Mensch als zentrale Figur im Universum. Auf diese Weise wird ein metaphysischer Rahmen geschaffen, der die konfuzianische Betonung der einzigartigen Beziehung zwischen Mensch und Himmel betont, die dem Universum seine moralische Struktur gibt.

### Daoistische Einflüsse
Bereits die Idee des Taiji dürfte Zhou Dunyi von daoistischen Mönchen übernommen haben. Deutlicher zeigen sich die Einflüsse dieser Lehre jedoch in einem zweiten Begriff von Zhous Lehrgebäude, dem bereits im Daodejing auftauchenden Wuji, und insbesondere im Gedanken, dass das Taiji gerade wegen seiner Allumfassendheit auch sein eigenes Gegenteil mitbeinhalten muss.
Dieser Denkansatz führt letztlich auch zur Integration buddhistischer und daoistischer Lehren und Symbole in Zhous eigenes neokonfuzianisches Lehrgebäude: So geht etwa auch der beiden Religionen vertraute Begriff der Leere in Zhous Ur-Endlichen auf. Dies darf keineswegs als eine Form von Synkretismus verstanden werden, sondern vielmehr als eine Bekräftigung des konfuzianischen Anspruchs auf die ontologische Priorität des Ur-Endlichen.
Darüber hinaus lassen sich in Zhous Denken weitere daoistische Einflüsse nachweisen: Im Zentrum seiner Lehre stehen die Ideen der Ruhe (jing) und der Begierdelosigkeit (wuyu); den Weisen definiert Zhou als Person, die in der Lage ist, beide Ideale zu erreichen. Zhu Xi war durchaus bewusst, dass derartige Ansätze, werden sie konsequent zu Ende gedacht, gefährlich nahe in den Dunstkreis des Buddhismus und Daoismus führen – weswegen er stets auch mehr die metaphysische Struktur von Zhous Denken betont hat, und weniger die von Zhou postulierte Notwendigkeit einer Kultivierung von Ruhe und Begierdelosigkeit.

Zhou Dunyi am Lotusteich
Schnitzlackteller, 14. Jh.

## Literarisches Werk
In geringerem Umfang hat sich Zhou Dunyi auch als Dichter und Essayist betätigt. Seiner Verehrung für den Lotus hat er in seiner bekannten Schrift „Rechtfertigung meiner Vorliebe für Lotusblumen“ Ausdruck gegeben: In strahlender Reinheit wachse sie aus schlammigem Grund und beschmutze sich nicht; gleichwohl  kenne sie weder Dünkel noch Eitelkeit. Auch verästele und verstricke sie sich nicht. Während die Chrysantheme der Eremit unter den Blumen sei, stehe die Päonie für den ehrenwerten Günstling. Den wahren Edelmann verkörpere indes allein der Lotus.